# Aqualung
Aqualung é um tipo de equipamento de mergulho SCUBA que consiste num cilindro de ar comprimido e de um regulador de mergulho que supre a necessidade de gás respirável à pressão ambiente. Foi criado por Jacques Cousteau e Émile Gagnan para facilitar as suas filmagens subaquáticas, sendo disponibilizado comercialmente no ano de 1946.